# Pemiscot Township
Pemiscot Township est un ancien township, situé dans le comté de Pemiscot, dans le Missouri, aux États-Unis,.
Le township est baptisé en référence au bayou Pemiscot, un ancien cours d'eau du township.

### Source de la traduction
- (en) Cet article est partiellement ou en totalité issu de l’article de Wikipédia en anglais intitulé « Pemiscot Township, Pemiscot County, Missouri » (voir la liste des auteurs).